# Кузнецов, Георгий Антонович
Георгий Антонович Кузнецов (1922—2014) — полковник Советской Армии, участник Великой Отечественной войны, Герой Советского Союза (1943).

## Биография
Георгий Кузнецов родился 2 октября 1922 года в Бугуруслане. Окончил среднюю школу. В 1940 году Кузнецов был призван на службу в Рабоче-крестьянскую Красную Армию. В 1941 году он окончил Черниговское военное инженерное училище. С декабря того же года — на фронтах Великой Отечественной войны.
К сентябрю 1943 года гвардии старший лейтенант Георгий Кузнецов был полковым инженером 229-го гвардейского стрелкового полка 72-й гвардейской стрелковой дивизии 7-й гвардейской армии Степного фронта. Отличился во время битвы за Днепр. В ночь с 24 на 25 сентября 1943 года Кузнецов успешно организовал переправу всего полка через Днепр в районе села Бородаевка Верхнеднепровского района Днепропетровской области Украинской ССР, что способствовало успешному захвату и удержанию плацдарма на его западном берегу. Во главе группы бойцов Кузнецов лично участвовал в отражении немецких контратак, уничтожив 18 немецких солдат и офицеров.
Указом Президиума Верховного Совета СССР от 26 октября 1943 года за «образцовое выполнение боевых заданий командования на фронте борьбы с немецкими захватчиками и проявленные при этом мужество и героизм» гвардии старший лейтенант Георгий Кузнецов был удостоен высокого звания Героя Советского Союза с вручением ордена Ленина и медали «Золотая Звезда» за номером 1418.
После окончания войны Кузнецов продолжил службу в Советской Армии. В 1945 году он окончил Московскую высшую офицерскую инженерно-минную школу, в 1965 году — Военно-инженерную академию. В 1976 году в звании полковника Кузнецов был уволен в запас. Проживал в Москве.
Скончался 7 декабря 2014 года, похоронен на Бусиновском кладбище Москвы.
Был также награждён орденами Отечественной войны 1-й степени и Красной Звезды, рядом медалей.